# Himno de la OTAN
El himno de la OTAN (en francés: Hymne de l'OTAN) es el himno organizacional de la Organización del Tratado del Atlántico Norte (OTAN). Es una pieza instrumental, compuesta en 1989 por André Reichling, un oficial militar luxemburgués y miembro de su banda militar. Se usó de manera no oficial durante muchos años antes de ser adoptado formalmente en enero de 2018.

## Historia
Las propuestas iniciales para adoptar un himno organizacional para la OTAN se remontan a 1958, con motivo del décimo aniversario el siguiente año. Una «canción de la OTAN» se realizó públicamente, pero no se adoptó. En 1960, el mariscal de la Real Fuerza Aérea británica, Edward Chilton, propuso combinar los himnos nacionales de los Estados miembros en una sola composición como himno organizacional.
En 1989, para conmemorar el 40 aniversario de la OTAN, el oficial de la banda militar luxemburguesa, André Reichling, compuso una pieza musical instrumental titulada «Himno de la OTAN» y se presentó en una gala de aniversario ese año. Utilizado como un himno no oficial en muchos eventos de la OTAN en los años siguientes, se adoptó formalmente el 3 de enero de 2018.